# Otočić Frašker
Otočić Frašker är en ö i Kroatien.   Den ligger i länet Istrien, i den västra delen av landet, 200 km sydväst om huvudstaden Zagreb. Arean är 0,21 kvadratkilometer.
Terrängen på Otočić Frašker är platt. Öns högsta punkt är 14 meter över havet. Den sträcker sig 0,8 kilometer i nord-sydlig riktning, och 0,9 kilometer i öst-västlig riktning.